# 전압 강하
전압 강하(Voltage drop)는 전압에 의하여 감소된 전압을 의미한다. 전기 회로에 흐르는 전류의 경로를 따라 전위가 감소한 것이다. 전기 전도체를 따라, 접촉부를 따라, 단자를 따라 전원의 내부저항의 전압이 강하되는 일은 공급되는 에너지의 일부가 소실되기 때문에 바람직하지 못하다.

## 같이 보기
- 전압 분배 법칙
- 키르히호프의 전기회로 법칙

## 참고 자료
- Electrical Principles for the Electrical Trades (Jim Jennesson) 5th edition